# Nogueira do Cravo e Pindelo
Nogueira do Cravo e Pindelo (oficialmente: União das Freguesias de Nogueira do Cravo e Pindelo) é uma freguesia portuguesa do município de Oliveira de Azeméis, com 12,54 km² de área e 5090 habitantes (censo de 2021). A sua densidade populacional é 405,9 hab./km².

## História
Foi constituída em 2013, no âmbito de uma reforma administrativa nacional, pela agregação das antigas freguesias de Nogueira do Cravo e Pindelo.
Em 2022 foi iniciado o processo de desagregação das duas freguesias, que remete para a Lei n.º 39/2021, de 24 de junho. A presente lei define o regime jurídico de criação, modificação e extinção de freguesias e revoga a Lei n.º 11-A/2013, de 28 de janeiro, que procede à reorganização administrativa do território das freguesias. O processo começou com a recolha de assinaturas e construção de um caderno de motivações para desagregar estas freguesias, sendo que todo este conjunto de informações foram posteriormente entregues numa Assembleia de Freguesia. Em setembro de 2022 foi criado um grupo de trabalho para completar o processo de desagregação com todos os pontos exigidos pela Lei n.º 39/2021, de 24 de junho.
A 23 de novembro de 2022, em Assembleia de Freguesia Extraordinária, é aprovada por unanimidade a desagregação destas duas freguesias. 

## Demografia
A população registada nos censos foi:
| Distribuição da População por Grupos Etários | Distribuição da População por Grupos Etários | Distribuição da População por Grupos Etários | Distribuição da População por Grupos Etários | Distribuição da População por Grupos Etários | Distribuição da População por Grupos Etários |
| -------------------------------------------- | -------------------------------------------- | -------------------------------------------- | -------------------------------------------- | -------------------------------------------- | -------------------------------------------- |
| Antes da agregação                           |                                              |                                              |                                              |                                              |                                              |
| Ano                                          | 0-14 anos                                    | 15-24 anos                                   | 25-64 anos                                   | >= 65 anos                                   | Total                                        |
| 2001                                         | 999                                          | 812                                          | 3091                                         | 708                                          | 5610                                         |
| 2011                                         | 782                                          | 603                                          | 3112                                         | 893                                          | 5390                                         |
| Após a agregação                             |                                              |                                              |                                              |                                              |                                              |
| Ano                                          | 0-14 anos                                    | 15-24 anos                                   | 25-64 anos                                   | >= 65 anos                                   | Total                                        |
| 2021                                         | 543                                          | 561                                          | 2828                                         | 1158                                         | 5090                                         |

## Política

### Assembleia de Freguesia
| Data | %       | V       | %     | V     | %       | V       | %    | V    | %              | V       | Participação   |                |
| Data | PPD/PSD | PPD/PSD | PS    | PS    | CDS-PP  | CDS-PP  | CDU  | CDU  | PSD/CDS        | PSD/CDS | Participação   |                |
| ---- | ------- | ------- | ----- | ----- | ------- | ------- | ---- | ---- | -------------- | ------- | -------------- | -------------- |
| Data | 2013    | 41,76   | 4     | 43,57 | 5       | 5,76    | -    | 2,78 | -              |         |                | 62,85 / 100,00 |
| 2017 | 45,09   | 5       | 44,90 | 4     |         |         | 4,16 | -    | 64,58 / 100,00 |         |                |                |
| 2021 | CDS-PP  | CDS-PP  | 52,55 | 5     | PPD/PSD | PPD/PSD | 2,21 | -    | 39,16          | 4       | 59,34 / 100,00 |                |